# Соколовский, Семён Григорьевич
Семён Григорьевич Соколовский (25 декабря 1921, Нежин — 28 сентября 1995, Москва) — советский актёр театра и кино. Народный артист РСФСР (1973).

## Биография
Родился в Нежине (ныне — Черниговская область Украины). Окончил школу в Сталино, где учился в одном классе с писателем Леонидом Лидесом (впоследствии Лиходеевым) и поэтом Юрием Левитанским, с которыми дружил и в Москве. С 1939 года учился в Московском городском театральном училище. С 1945 года в труппе Московского драматического театра (затем — Театре на Малой Бронной).
Роли в театре: Кона Мелоди («Душа поэта» Юджина О’Нила), Эдди Карбоне («Вид с моста» А. Миллера), Солёный («Три сестры» А. Чехова) и другие.
В кино с 1953 года. Первая роль — Гамза в советско-албанском фильме режиссёра Сергея Юткевича «Великий воин Албании Скандербег».
Благодаря внушительной и импозантной внешности часто приглашался на роли военных, иностранцев, джентльменов. Среди фильмов с его участием: «Песня первой любви», «Чрезвычайное поручение», «Взрыв после полуночи», «Мэри Поппинс, до свидания!» и других. Одной из самых заметных работ Соколовского стала роль полковника Скопина в телесериале «Следствие ведут Знатоки».
Кроме того, Соколовский также играл милицейского начальника в цикле обучающих фильмов для служебного пользования МВД СССР.
Умер 28 сентября 1995 года в Московском Доме ветеранов сцены. Похоронен в колумбарии Донском кладбище(колумб 15).

## Семья
Был дважды женат. Оба брака не продлились долго. Первая супруга Соколовского Вера была экономистом; в браке родился сын Валерий. Второй женой Соколовского была актриса Наталья Павловна Медведева (1915—2007).

## Почетные звания и награды
- Медаль «За оборону Москвы» (1944)
- Медаль «В память 800-летия Москвы» (1948)
- Медаль «За доблестный труд. В ознаменование 100-летия со дня рождения В. И. Ленина» (1.04.1970)
- Заслуженный артист РСФСР (29 августа 1961)
- Народный артист РСФСР (11 июля 1973)
- Медаль «Ветеран труда» (1982)

## Роли в театре

### Московский драматический театр на Малой Бронной(1946—1952, 1957—1990)
1. Николай («Поздняя любовь»)
2. Ботвелл («Мария Стюарт»)
3. 1949 — «Девушка с кувшином» Лопе де Вега — Дон Хуан. Режиссёр: Сергей Майоров
4. 1951 — «Братья» Афанасия Салынского — Илья. Режиссёр: Сергей Майоров
5. 1957 — «Все мои сыновья» Артура Миллера — Крис Келлер. Режиссёр: Илья Судаков
6. 1958? — «В нашем доме» Г. Фёдорова — Алексей. Режиссёр: С. В. Разумов
7. 1977 — Кон Мелоди («Душа поэта» Юджина О’Нила)
8. Вихарев («Не в свои сани не садись»)
9. Лавров («Потерянный дом»)
10. Эдди Карбоне («Вид с моста» А. Миллера)
11. Степан Грохот («Закон зимовки»)
12. Николай Снегирёв («Человек из песни»)
13. Гофф («Бруклинская идиллия»)
14. Солёный («Три сестры»)
15. Рябинин («Человек со стороны»)
16. Цыганов («Варвары»)

### Театр имени Моссовета(1952—1957)
1. Нури («Рассказы о Турции»)
2. Лука («Любовь на рассвете»)
3. Хаббарт («Кража»)
4. Люсиндо («Хитроумная влюблённая»)
5. Алексей («В нашем доме»)

## Фильмография
1. 1953 — Великий воин Албании Скандербег — Гамза
2. 1957 — Двое из одного квартала — Нури
3. 1958 — О моём друге — командир
4. 1958 — Песня первой любви — Варужан
5. 1964 — Молодожён — Воронов
6. 1965 — Чрезвычайное поручение — Борис Савинков
7. 1966 — 26 бакинских комиссаров — Григорий Константинович Петров
8. 1967 — Генерал Рахимов
9. 1967 — Три дня Виктора Чернышёва — отец Антона
10. 1969 — Взрыв после полуночи — Самарин
11. 1970 — Взрыв замедленного действия — Меньшиков
12. 1971 — Антрацит — Денис Петрович, директор шахты
13. 1971 — Звёзды не гаснут — Мартынау
14. 1971 — Следствие ведут ЗнаТоКи. Повинную голову… — полковник Вадим Александрович Скопин
15. 1972 — Следствие ведут ЗнаТоКи. Шантаж — полковник Скопин
16. 1972 — Следствие ведут ЗнаТоКи. Несчастный случай — полковник Скопин
17. 1972 — Цирк зажигает огни — Мортимер
18. 1972 — Это сладкое слово — свобода!
19. 1972 — Человек со стороны (телеспектакль) — Глеб Николаевич Рябинин
20. 1973 — По горячим следам — Генерал милиции. Технический фильм Центра передового опыта МВД СССР
21. 1974 — Свет в конце тоннеля — эпизод
22. 1975 — Следствие ведут ЗнаТоКи. Ответный удар — полковник Скопин
23. 1976 — Дни хирурга Мишкина — Владимир
24. 1978 — И снова Анискин — Семён Семёнович Пекарский, капитан парохода «Преображенский»
25. 1979 — Следствие ведут ЗнаТоКи. Подпасок с огурцом — полковник Скопин
26. 1980 — Тайна Эдвина Друда (телеспектакль) — Сластигрох
27. 1981 — Чёрный треугольник — Муратов
28. 1982 — Следствие ведут ЗнаТоКи. Он где-то здесь — генерал-майор Скопин (в эпизодах)
29. 1983 — Мэри Поппинс, до свидания — мистер Уилкинс, пожилой джентльмен
30. 1988 — Гражданский иск